# تشوري كاسترو
غونزالو كاسترو إريزابال (بالإسبانية: Gonzalo Castro Irizábal)‏ الملقب ب «شوري كاسترو» (مواليد 14 سبتمبر 1984 في ترينيداد - الأوروغواي) لاعب كرة قدم أوروغواياني يلعب حاليا لصالح نادي الدرجة الأولى مالقا الإسباني منذ 2016 في مركز الجناح الأيسر كما يجيد اللعب في مركز المهاجم .

## روابط خارجية
- تشوري كاسترو على موقع الاتحاد الأوربي (الإنجليزية)
- تشوري كاسترو على موقع قاعدة بيانات كرة القدم.إي يو (الإنجليزية)
- تشوري كاسترو على موقع ناشيونال فوتبول تيمز (الإنجليزية)
- تشوري كاسترو على موقع Soccerway.com (الإنجليزية)
- تشوري كاسترو على موقع عالم كرة القدم.نت (الإنجليزية)
- تشوري كاسترو على موقع كووورة
- تشوري كاسترو على موقع AS.com (الإسبانية)